# بين فرنانديز
بين فرنانديز (بالإنجليزية: Ben Fernandez)‏ هو سياسي أمريكي، ولد في 24 فبراير 1925 في كانساس سيتي في الولايات المتحدة، وتوفي في 25 أبريل 2000 في لاس فيغاس في الولايات المتحدة. حزبياً، نشط في الحزب الجمهوري.